# نام گل سرخ (فیلم ۱۹۸۶)
نام گل سرخ (به آلمانی: Der Name der Rose) فیلمی آلمانی-فرانسوی-ایتالیایی به کارگردانی ژان ژاک آنو محصول سال ۱۹۸۶ است.

## خلاصهٔ داستان
«ویلیام» (کانری)، کشیش تیزهوش انگلیسی، به‌همراه «آدسو» (اسلیتر)، شاگرد جوانش، برای شرکت در مباحثه‌ای الهی دربارهٔ عیسی مسیح، به صومعه ای در شمال ایتالیا می‌روند. راهب بزرگ صومعه آنان را از مرگ مرموز یکی از کتابداران کتابخانه آگاه می‌کند، و وقتی فردای آن روز جسد راهب دیگری که مترجم یونانی بوده در کتابخانهٔ صومعه پیدا می‌شود، «ویلیام» و «آدسو» برای یافتن علت مرگ آنان به بخش کتاب‌های خطیِ کتابخانه راه می‌یابند…

## ویژگی‌های فیلم‌نامه
در اقتباس آنو از رمان پُرآوازهٔ اومبرتو اِکو، نویسنده و نشانه‌شناس ایتالیایی، وفاداری کامل به متن داستان حفظ شده‌است. ماجرا در اوایل سدهٔ چهاردهم میلادی اتفاق می‌افتد و کانری به‌عنوان «شرلوک هولمز» قرون وسطایی، به کشف حقیقت دست می‌یابد. او، که خود زمانی از مفتشان مذهبی بوده، وقتی در می‌یابد کتاب بوطیقای ارسطو را برای جلوگیری از انتشار دانش آن به دیگران، آلوده به سم می‌کنند، از طریق نشانه‌ها و معناها ــ درست مثل اکو ــ به تحقیقات خود ادامه می‌دهد. آنو معتقد است که فیلم او تجربه‌ای از نوع باستان‌شناسی، و نه نشانه‌شناسی است. اما در مجموع، فضای پُر رمز و راز فیلم، که شباهت آن را به آثار رومن پولانسکی نزدیک می‌کند، و توان آنو در انتقال وفادارانهٔ روح روایت اکو، نام گل سرخ را قابل توجه می‌سازد.